# Shmuel Krakowski
Shmuel Krakowski, auch Samuel, Stefan und andere Schreibweisen, (geboren 23. März 1926 in Warschau; gestorben September 2018) war ein polnisch-israelischer Historiker.

## Leben
Shmuel Krakowski war ein Sohn des Baruch Krakowski und der Maria Krakowska. Er wuchs in Łódź auf und wurde Mitglied der zionistischen Jugendorganisation Hashomer Hatzair. Nach dem deutschen Überfall auf Polen zu Beginn des Zweiten Weltkrieges wurde Krakowski im Zwangsghetto Litzmannstadt inhaftiert und schloss sich dem Widerstand gegen die deutschen Besatzer an. Nach Auflösung des Ghettos war er Häftling im KZ Auschwitz, im KZ Buchenwald und im Ghetto Theresienstadt.
Nach Kriegsende wurde er Soldat der Polnischen Volksarmee, stieg bis zum Rang eines Majors auf und war Mitarbeiter des polnischen Geheimdienstes. Er wurde Mitglied in der zionistischen Partei Ichud. Von 1949 bis 1951 war er Mitglied der polnischen Delegation bei der UNO. Im Jahr 1966 schied er aus dem Armeedienst und dem Staatssicherheitsdienst aus und arbeitete im polnischen Revolutionsmuseum und danach im Jüdischen Historischen Institut in Warschau.
Unter dem antisemitischen Druck in Polen wanderte Krakowski 1968 nach Israel aus, wo er eine Beschäftigung bei Yad Vashem fand. Er studierte Geschichte an der Hebräischen Universität Jerusalem und wurde mit einer Dissertation über den bewaffneten jüdischen Widerstand im Generalgouvernement promoviert, für die er 1975 den Yitzhak-Sadeh-Preis erhielt. Krakowski nahm Lehraufträge zum Thema der Shoa an der Universität Tel Aviv wahr.
Krakowski wurde Direktor des Archivs von Yad Vashem und arbeitete dort auch noch nach seiner Pensionierung. Krakowski war Mitglied der Nominierungskommission der Organisation Gerechter unter den Völkern und Mitautor des polnischen Verzeichnisses der Encyclopedia of the Righteous among the Nations.

## Schriften (Auswahl)
- Liberation from Theresienstadt. In: Yehudit Kleiman, Nina Springer-Aharoni (Hrsg.): The anguish of liberation: testimonies from 1945. Übersetzung aus dem Hebräischen. Jerusalem: Yad vashem, 1995, S. 13–16 PDF
- The war of the doomed. Jewish armed resistance in Poland, 1942–1944. Holmes and Meier, New York 1984, ISBN 0-8419-0851-6
- mit Israel Gutman: Unequal Victims: Poles and Jews During World War Two. New York: Holocaust Library, 1986 ISBN 0-89604-055-0
- The Satellite Camps. In: Israel Gutman, Michael Berenbaum, Raul Hilberg (Hrsg.): Anatomy of the Auschwitz Death Camp. An overview. Bloomington: Indiana University Press, 1994 ISBN 0-253-32684-2
- Todesmärsche. In: Enzyklopädie des Nationalsozialismus. 1997, S. 759
- Der unvorstellbare Kampf, in: Barbara Distel (Hrsg.): Frauen im Holocaust, Gerlingen 2001, S. 289–300
- The Fate of Jewish Prisoners of War in the September 1939 Campaign (PDF; 158 kB), Yad Vashem
- mit Sara Bender: Poland. 2 Bände. The Encyclopedia of the Righteous Among the Nations. Jerusalem : Yad Vashem, 2004
- Das Todeslager Chełmno/Kulmhof: der Beginn der „Endlösung“. Übersetzung aus dem Hebräischen Rachel Grunberg Elbaz. Göttingen: Wallstein, 2007 ISBN 978-3-8353-0222-8
- Letter to the editor, The Jerusalem Post, 21. August 1986
  - Jamie McCarthy, Kenneth McVay: Shmuel Krakowski & the Yad Vashem Archives, bei: Nizkor Project